# پرویز شاهین‌خو
پرویز شاهین‌خو (۱ مهر ۱۲۹۴ – ۱۶ مرداد ۱۳۹۵) بازیگر تئاتر، سینما و تلویزیون ایرانی بود.

## زندگی
پرویز شاهین‌خو در سال ۱۲۹۴ در تهران به‌دنیا آمد. او از سال ۱۳۱۲ در گروه تئاتر خیرخواه مشغول بازی در تئاتر شد و در سال ۱۳۱۴ در کلاس سینمایی اوانس اوهانیانس شرکت کرد که موجب شد در دو فیلم به نام‌های آبی و رابی و حاجی آقا آکتور سینما همکاری کند. شاهین‌خو در سال ۱۳۱۷ وارد هنرستان هنرپیشگی شد و بعد از گرفتن دیپلم از سال ۱۳۱۸ در تئاتر «نصر و دهقان» به اجرای نقش‌های مختلف پرداخت.
همچنین وی در سال ۱۳۱۳ در اداره تفتیش قاچاق مملکتی، مفتش بود و از سال ۱۳۱۶ کارمند بانک گردید. نام وی در ابتدا «امیرزند» بود که به دلیل ممنوعیت انتخاب نام امیر به دستور رضاشاه، وی نام خود را به پرویز تغییر داد. او در سال ۱۳۴۵ بازنشسته گردید.
ایفای هشت نقش مختلف در سریال سربداران و سریال‌های روزی روزگاری، تفنگ سرپر، امام علی، ولایت عشق، کوچک جنگلی و برخی مجموعه‌های تاریخی دیگر از کارهای شاهین‌خو بود.
وی همچنین در سال ۱۳۸۲ در فیلم سینمایی بابا عزیز به کارگردانی محمد ناصر خمیر با گلشیفته فراهانی و حسین پناهی همبازی بود. آخرین فعالیت تلویزیونی وی، نقش آفرینی در سریال روزگار قریب (کیانوش عیاری - ۱۳۸۶) و آخرین کار سینمایی‌اش، صد سال به این سال‌ها (سامان مقدم - ۱۳۸۶) بود.
وی در روز شنبه ۱۶ مرداد ۱۳۹۵ خورشیدی پس از یک دوره بیماری، به دلیل مشکلات ریه فوت کرد.او در هنگام درگذشت، ۱۰۰ سال داشت.

## کارنامه بازیگری

### سینما
1. ۱۳۵۳ مسافر
2. ۱۳۵۷ کاروانها
3. ۱۳۶۴ مادیان
4. ۱۳۶۵ روزهای انتظار
5. ۱۳۶۶ پرستار شب
6. ۱۳۶۷ شاخه‌های بید
7. ۱۳۶۷ دوران سربی
8. ۱۳۶۹ نقش عشق
9. ۱۳۶۹ مجنون
10. ۱۳۶۹ حکایت آن مرد خوشبخت
11. ۱۳۷۱ یکبار برای همیشه
12. ۱۳۷۱ باز باران
13. ۱۳۷۲ سپیدیال
14. ۱۳۷۳ روز واقعه
15. ۱۳۷۴ طالع سعد
16. ۱۳۷۴ شیرین و فرهاد
17. ۱۳۷۵ فصل پنجم
18. ۱۳۷۷ ایران سرای من است
19. ۱۳۸۲ بابا عزیز
20. ۱۳۸۳ ما همه خوبیم
21. ۱۳۸۶ صد سال به این سال‌ها

### تلویزیون
| سال       | نام                          | سمت          | کارگردان                 | توضیحات |
| --------- | ---------------------------- | ------------ | ------------------------ | --- |
| ۱۳۹۲      | شاید برای شما هم اتفاق بیفتد | بازیگر       | احمد معظمی               | اپیزود:رؤیای تلخ |
| ۱۳۸۶      | روزگار قریب                  | بازیگر       | کیانوش عیاری             | |
| ۱۳۸۲–۱۳۸۱ | معصومیت ازدست‌رفته            | بازیگر       | داوود میرباقری           | |
| ۱۳۸۱–۱۳۷۷ | تفنگ سرپر                    | بازیگر       | امرالله احمدجو           | |
| ۱۳۸۰      | غزل غزل‌ها                    | بازیگر       | هوشنگ توکلی              | شبکه ۱ |
| ۱۳۸۰      | تازه چه خبر همسایه؟          | بازیگر       | امیر سماواتی بهروز بقایی | شبکه ۲ |
| ۱۳۷۹      | ولایت عشق                    | بازیگر       | مهدی فخیم‌زاده            | این سریال یک نسخه سینمایی هم دارد. |
| ۱۳۷۸–۱۳۷۷ | بگذار آفتاب برآید            | بازیگر مهمان | حسین مختاری              | شبکه ۳ |
| ۱۳۷۵      | حادثه پشت کلام               | بازیگر       | علی بیابانی              | از برنامه سیمای خانواده شبکه ۱ پخش می‌شد. |
| ۱۳۷۴      | داستان یک شهر                | بازیگر       | خسرو معصومی              | این سریال در ابتدا «خانه‌های شاد» نام داشت و از شبکه ۱ پخش می‌شد و نباید آن را با سریالی دیگر به همین نام به کارگردانی اصغر فرهادی (۱۳۷۸- شبکه تهران) اشتباه کرد. |
| ۱۳۷۴      | زیر گنبد کبود                | بازیگر       | بهمن زرین‌پور             | شبکه تهران |
| ۱۳۷۵–۱۳۷۳ | تنهاترین سردار               | بازیگر       | مهدی فخیم‌زاده            | |
| ۱۳۷۲      | خورشید بر خاک                | بازیگر       | حسین مختاری              | کارگردان تلویزیونی: «مسعود فروتن» - شبکه ۲ |
| ۱۳۷۲–۱۳۷۱ | آپارتمان                     | بازیگر       | اصغر هاشمی               | شبکه ۱ |
| ۱۳۷۱      | تله‌فیلم «لبخند سبز پاییز»    | بازیگر       | علی بیابانی              | |
| ۱۳۷۱–۱۳۷۰ | روزی روزگاری                 | بازیگر       | امرالله احمدجو           | سال ۱۳۷۱ روزهای دوشنبه از شبکه یک پخش می‌شد. |
| ۱۳۷۰      | تله‌فیلم «پیوند»              | بازیگر       | حسین خندان               | گروه کودک و نوجوان شبکه ۲ |
| ۱۳۷۰      | امام علی                     | بازیگر       | داوود میرباقری           | |
| ۱۳۶۶–۱۳۶۳ | کوچک جنگلی                   | بازیگر       | بهروز افخمی              | در نقش «مشهدی محمدرسول» |
| ۱۳۶۳      | افسانه سلطان و شبان          | بازیگر       | داریوش فرهنگ             | |
| ۱۳۶۳      | سربداران                     | بازیگر       | محمدعلی نجفی             | شبکه ۱ |
| ۱۳۶۲      | تله‌فیلم «بادیه‌های شیر»       | بازیگر       | محمد آفریده              | شبکه ۲ |
| ۱۳۶۲      | پای صحبت‌های باباعلی          | بازیگر       | شیرین جاهد               | این مجموعه، از برنامه کودک و نوجوان شبکه ۱ پخش می‌شد و در آن «کمند امیرسلیمانی» و «لهراسب غفرانی فر» (در نقش مریم و محمد، نوه‌های «باباعلی») بازی می‌کردند.        |
| ۱۳۶۰      | مثل‌آباد                      | بازیگر       | رضا ژیان                 | کارگردان تلویزیونی: «مسعود فروتن» |
| ۱۳۵۴      | تخت ابوالنصر                 | بازیگر       | مرتضی علوی               | |
| ۱۳۵۲      | خانه‌به‌دوش (مراد برقی)        | بازیگر       | پرویز کاردان             | در نقش آقای محور (وکیل مدافع) |